# Pseudoetrema
Pseudoetrema is een geslacht van weekdieren uit de klasse van de Gastropoda (slakken).

## Soorten
- Pseudoetrema crassicingulata (Schepman, 1913)
- Pseudoetrema fortilirata (E. A. Smith, 1879)